# Liste von Erdbeben in Neuseeland
Erdbeben in Neuseeland gehören aufgrund ihrer Häufigkeit zum Alltag der Neuseeländer, denn sie sind immer präsent. Mit durchschnittlich 20.000 registrierten Erdbeben pro Jahr, 100 bis 150 davon stark genug, um zu einer gefühlten oder gar zu einer ernsthaften Bedrohung zu werden, gehört Neuseeland zu den erdbebenreichsten Ländern der Erde (siehe Global Seismic Monitor).
Als Teil des sogenannten pazifischen Ring of Fire schiebt sich vor der Nordinsel Neuseelands die Pazifische Platte von Osten her unter die Australische Platte und gleitet auf der Südinsel in der Alpine Fault in südliche Richtung an ihrem Rand vorbei. Auf der Nordinsel macht sich das durch die vulkanischen Aktivitäten von Whakaari / White Island, Mount Tongariro, Mount Ngauruhoe und Mount Ruapehu, den blubbernden Tümpeln von Rotorua und den Erhebungen der Ruahine Range, Tararua Range und der Remutaka Range bemerkbar. Auf der Südinsel wird das durch die Auffaltungen der bis zu 3.724 Meter aufsteigenden Neuseeländischen Alpen und dem höchsten Berg Neuseelands, dem Aoraki/Mount Cook sichtbar.

## Geschichte

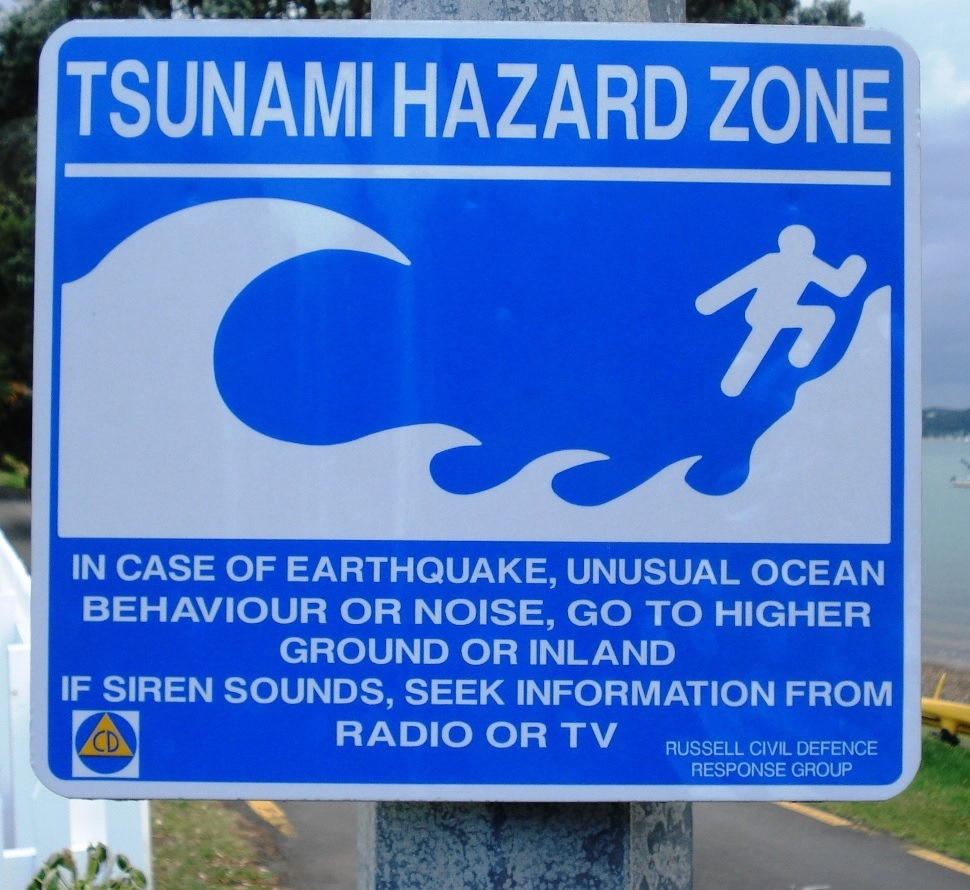
Tsunami-Zonen-Warnschild (in Russell (Neuseeland)) mit Verhaltenshinweisen

Hinweis auf eine „Tsunami Evacuation Route“ (in Wellington)

Lange bevor Europäer nach Neuseeland kamen, machten die Māori ihre spezifischen Erfahrungen mit den nach Stärke und Auftreten unterschiedlich stattfindenden Erdbeben im Land der langen weißen Wolke. In der Sprache der Māori heißt Erdbeben rū und das schwankende Land rū whenua. Da es keine Aufzeichnungen über Erdbeben aus der Zeit vor der europäischen Besiedelung Neuseelands gibt, muss man auf Erzählungen und Legenden der jeweils betroffenen Iwi (Stämme) zurückgreifen. Aufzeichnungen gibt es seit Beginn der europäischen Besiedlungen, das heißt erst ab dem Jahre 1840.
Entsprechend der Mythologie der Māori waren der Himmels-Gott Rūaumoko (Sohn von Ranginui), und seine Frau Papatūānuku, die Göttin der Erde, für Erdbeben und die Feuer der Vulkane verantwortlich. Wenn er fortging, bebte die Erde. Nachdem die Europäer ins Land kamen, soll dies häufiger und heftiger geschehen sein als zuvor, wie Thomas William Downes in seinem Buch Old Whanganui von Māori-Berichten übernahm. Die Māori machten die Europäer für die Erdbeben verantwortlich, obwohl von ihnen selbst Geschichten von früheren schweren Erdbeben mündlich überliefert sind.
So wird zum Beispiel von zwei schweren Erdbeben in der Gegend um Taupō und Rotorua berichtet, wo zufolge der Überlieferung von Rotorua ein Dorf mit 1.000 Menschen verschluckt worden sein soll und die Gegend in einen See verwandelte. Da sich die Taupō Volcanic Zone tatsächlich langsam absenkt, kann ein Beben mit derartigen Auswirkungen durchaus stattgefunden haben.

## Erdbebenreichstes Jahr 2016
Laut GeoNet, dem Geologischen Netzwerk des Institute of Geological and Nuclear Sciences (GNS Science), war das Jahr 2016 mit 32.828 registrierten Erdbeben das bis dahin erdbebenreichste Jahr seit den Aufzeichnungen durch das Netzwerk. Zwei Erdbeben davon über der Stärke 7,0, 10 Beben der Stärken zwischen 6,0 und 6,9, 122 zwischen 5,0 und 5,9, über 80.000 Bergrutsche, zwei Tsunamis und ein Vulkanausbruch, das sind weitere Teile der Bilanz für das Jahr 2016, das von den Geologen des Netzwerkes deshalb auch den Namen „The Groundbreaker“ verliehen bekam.

## Liste schwerer Erdbeben
Die Liste umfasst schwere Erdbeben, die alle sehr dicht unter der Oberfläche entstanden und als relevant angesehen werden.
| Tag | Monat     | Jahr | Artikel                            | Stärke(1) | Epizentrum                                           | Region             | Tote | Verletzte | Sachschäden                                         | Beschreibung |
| --- | --------- | ---- | ---------------------------------- | --------- | ---------------------------------------------------- | ------------------ | ---- | --------- | --------------------------------------------------- | --- |
| 8.  | Juli      | 1843 | Wanganui-Erdbeben von 1843         | 7,5 ML    | nahe Whanganui                                       | Manawatu-Whanganui | 2    |           |                                                     | Gebäudeschäden und Erdrutsche |
| 16. | Oktober   | 1848 | Marlborough-Erdbeben von 1848      | 7,7 MW    | Awatere Fault                                        | Marlborough        | 3    |           |                                                     | Zerstörung von Häusern aus Ziegel und Stein in Wellington und Nelson |
| 23. | Januar    | 1855 | Wairarapa-Erdbeben von 1855        | 8,2 MW    | etwa 20 km südöstlich von Wellington                 | Wellington         | 9    |           |                                                     | Auch als Wellington-Beben bezeichnet: Landanhebungen bis zu 6,4 Meter, im Wellington Harbour (Hafen) zwischen 1,2 und 2,5 Meter.                                                                        |
| 23. | Februar   | 1863 | Hawke’s-Bay-Erdbeben von 1863      | 7,5       |                                                      | Hawke’s Bay        |      |           |                                                     | |
| 19. | Oktober   | 1868 | Cape-Farewell-Erdbeben von 1868    | 7,5       |                                                      | Tasman             |      |           |                                                     | |
| 1.  | September | 1888 | North-Canterbury-Erdbeben von 1888 | 7,1 MW    | Hope Fault                                           | Canterbury         | -    |           |                                                     | Gebäudeschäden, Landversatz und Erdrutsche; Vorbeben während dreier Wochen |
| 12. | Februar   | 1893 | Nelson-Erdbeben von 1893           | 6,9       |                                                      | Nelson             |      |           |                                                     | |
| 16. | November  | 1901 | Cheviot-Erdbeben von 1901          | 6,9       | nahe Cheviot                                         | Canterbury         | 1    |           |                                                     | |
| 9.  | März      | 1929 | Arthur’s-Pass-Erdbeben von 1929    | 7,1 MS    | Arthur’s Pass                                        | Canterbury         | -    |           |                                                     | |
| 17. | Juni      | 1929 | Murchison-Erdbeben von 1929        | 7,8 MS    | Lyell Range, nahe Murchison                          | West Coast         | 17   |           | 236 Mio. NZ$                                        | Auch als Buller-Beben bezeichnet |
| 3.  | Februar   | 1931 | Hawke’s-Bay-Erdbeben von 1931      | 7,8 MS    | Aropaoanui, 20 km nördlich von Napier                | Hawke’s Bay        | 258  | < 3.000   | 512 Mio. NZ$                                        | Auch als Napier-Beben bezeichnet, Napier und Hastings wurden teilweise total zerstört |
| 13. | Februar   | 1931 | Hawke’s-Bay-Erdbeben von 1931      | 7,3 MS    |                                                      | Hawke’s Bay        | -    |           |                                                     | Nachbeben mit Zerstörungskraft |
| 15. | September | 1932 | Wairoa-Erdbeben von 1932           | 6,9       |                                                      | Hawke’s Bay        |      |           |                                                     | |
| 5.  | März      | 1934 | Pahiatua-Erdbeben von 1934         | 7,6       |                                                      | Manawatu-Whanganui |      |           |                                                     | |
| 24. | Juni      | 1942 | Wairarapa-Erdbeben von 1942        | 7,2 MS    | Wairarapa nahe Masterton                             | Wellington         | 1    | 2         |                                                     | von Auckland bis Dunedin spürbar |
| 2.  | August    | 1942 | Wairarapa-Erdbeben von 1942        | 7,0 MS    | Wairarapa nahe Carterton                             | Wellington         | -    |           |                                                     | |
| 24. | Mai       | 1968 | Inangahua-Erdbeben von 1968        | 7,1 MW    | nahe Īnangahua                                       | West Coast         | 3    |           | 39 Mio. NZ$                                         | 50 Brücken beschädigt oder zerstört, Ort wurde evakuiert |
| 2.  | März      | 1987 | Edgecumbe-Erdbeben von 1987        | 6,5 MW    | zw. Thornton und Matata                              | Bay of Plenty      | -    | 25        | 315 Mio. NZ$                                        | Eines der Beben mit den höchsten finanziellen Folgen, viele Schäden im industriellen Bereich |
| 6.  | Februar   | 1995 | East-Cape-Erdbeben von 1995        | 7,0       |                                                      | Gisborne           |      |           |                                                     | |
| 22. | August    | 2003 | Fiordland-Erdbeben von 2003        | 7,2 MW    | 10 km nordwestlich von Secretary Island              | Southland          | -    |           |                                                     | Erdrutsche in den Bergen und geringfügige Schäden in Te Anau |
| 20. | Dezember  | 2007 | Gisborne-Erdbeben von 2007         | 6,7 ML    | Hikurangi Trough, 50 km südöstlich von Gisborne      | Gisborne           | 1    | 11        |                                                     | |
| 15. | Juli      | 2009 | Dusky-Sound-Erdbeben von 2009      | 7,8 MW    | Tamatea / Dusky Sound                                | Southland          | -    |           | ~ 5,7 Mio. NZ$                                      | Spürbar bis nach Sydney, Australien |
| 4.  | September | 2010 | Darfield-Erdbeben von 2010         | 7,1 MW    | Darfield, 40 km westlich von Christchurch            | Canterbury         | -    | 2         | geschätzte 5 bis 6 Mrd. NZ$                         | Bis zu diesem Zeitpunkt das Erdbeben mit den größten finanziellen Folgen in Neuseelands Geschichte |
| 22. | Februar   | 2011 | Christchurch-Erdbeben von 2011     | 6,3 MW    | Lyttelton, 10 km südöstlich von Christchurch-Zentrum | Canterbury         | 185  | 4.460     | bisher gesch. 16 Mrd. NZ$ an Versicherungsausfällen | Seismologisch als ein Nachbeben des Darfield-Erdbebens klassifiziert. Wegen der Stadtnähe und der geringeren Tiefe des Hypozentrums erheblich mehr Tote und Gebäudeschäden als beim Beben vom September |
| 14. | November  | 2016 | Kaikoura-Erdbeben                  | 7,8       | 15 km nordöstlich von Culverden                      | Canterbury         | 2    |           |                                                     | An dem Beben, das über zweieinhalb Minuten dauerte und von seinem Ursprungsort sich nach Nordosten entwickelte, waren mehrere Verwerfungen im Nordosten der Südinsel beteiligt.                         |

(1) – wenn nicht anders angegeben, Magnitude Ms auf der Oberflächenwellen-Magnituden-Skala